# Phú An Hòa
Phú An Hòa là một xã thuộc huyện Châu Thành, tỉnh Bến Tre, Việt Nam.

## Địa lý
Xã Phú An Hòa có vị trí địa lý:
- Phía đông giáp xã An Phước
- Phía tây giáp thị trấn Châu Thành
- Phía nam giáp xã Phước Thạnh và xã Tam Phước
- Phía bắc giáp xã Quới Sơn và xã Tân Thạch.

Xã Phú An Hòa có diện tích 5,66 km², dân số năm 2020 là 10.066 người, mật độ dân số đạt 1.778 người/km².

## Hành chính
Xã Phú An Hòa được chia thành 2 ấp: Phú Ngãi, Phước Hòa.

## Lịch sử
Ngày 8 tháng 12 năm 1995, tách đất xã Phú An Hòa thành lập thị trấn Châu Thành.